# Verteidigungsministerium (Frankreich)

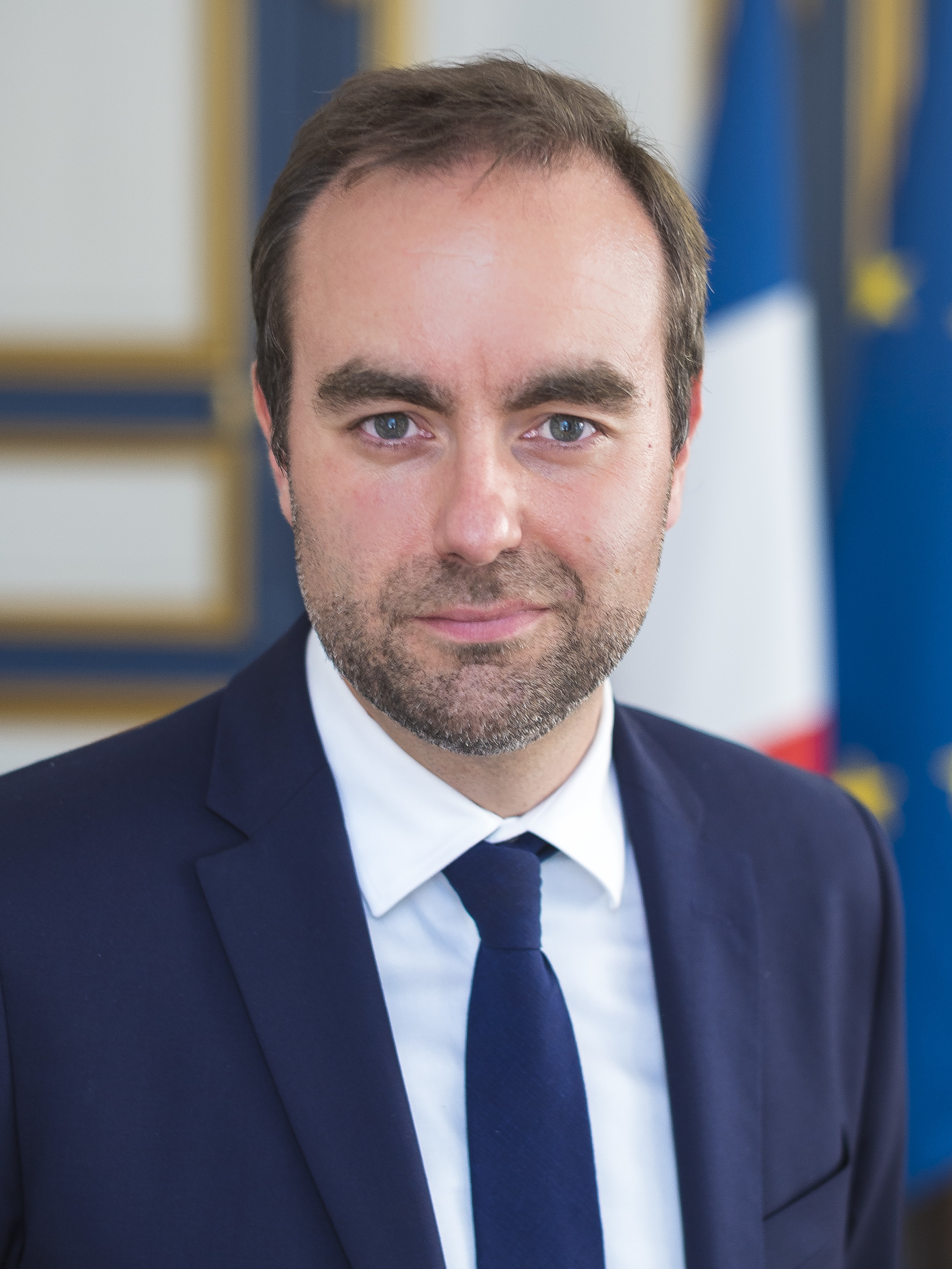
Sébastien Lecornu ist seit 20. Mai 2022 Verteidigungsminister.

Das Ministerium für Verteidigung (französisch Ministère des Armées) ist das Ministerium, das die französischen Streitkräfte leitet.
Oberbefehlshaber der Armee ist der französische Staatspräsident. Der französische Verteidigungsetat war 2009 der dritthöchste der Welt.
Vom 21. Juni 2017 bis 19. Mai 2022 war Florence Parly Verteidigungsministerin. Seit dem 20. Mai 2022 ist Sébastien Lecornu Verteidigungsminister.
Das Verteidigungsministerium hat eine lange Tradition; erster Verteidigungsminister war 1589 Louis de Revol.

## Geschichte
Das Französische Verteidigungsministerium hat seinen Ursprung im Ministère de la Guerre, das 1791 gegründet wurde. Dieses war die Nachfolgebehörde des
Secrétariat d’État de la Guerre von 1598, zur Zeit des Ancien Régime. Seit 1893 gab es ein Marineministerium, 1915 wurde ein Staatssekretariat für militärische Luftfahrt gegründet, dessen Zuständigkeit sich im weiteren Verlauf auch auf die zivile Luftfahrt ausdehnte, und 1928 zum Ministerium für Luftfahrt wurde. 1918 wurde das Ministerium bei einem Überfall deutscher Flugzeuge getroffen.
1948 wurden das Kriegsministerium, das Marineministerium und das Luftfahrtministerium zum Verteidigungsministerium zusammengeschlossen. Seit 2009 untersteht die Gendarmerie Nationale für zivile Aufgaben dem Innenministerium und für militärische Aufgaben dem Verteidigungsministerium.

### Namen des Ministeriums
| Jahr | Name des Ministeriums             |
| ---- | --------------------------------- |
| 1589 | Secrétaire d’État de la Guerre    |
| 1791 | Ministère de la Guerre            |
| 1946 | Ministère de la Défense nationale |
| 1947 | Ministère des Forces armées       |
| 1948 | Ministère de la Défense nationale |
| 1958 | Ministère des Armées              |
| 1969 | Ministère de la Défense nationale |
| 1973 | Ministère des Armées              |
| 1974 | Ministère de la Défense           |
| 2017 | Ministère des Armées              |

## Organisation
Das Ministerium wird vom Verteidigungsminister geleitet. Die offizielle Amtsbezeichnung lautet seit dem Mai 2017 Ministère des Armées. Davor hieß das Ministerium seit 1974 Ministère de la Défense.
Das Ministerium befindet sich im Hôtel de Brienne, 14 rue Saint-Dominique, im 7. Arrondissement von Paris, dem Sitz des Ministers, und seit Ende 2015 auch im Hexagone Balard im Südwesten von Paris, in welchem der Sitz des Generalstabs ist. Das neue Gebäude ist deutlich größer und erinnert durch die Form an die hexagonale Form Frankreichs.

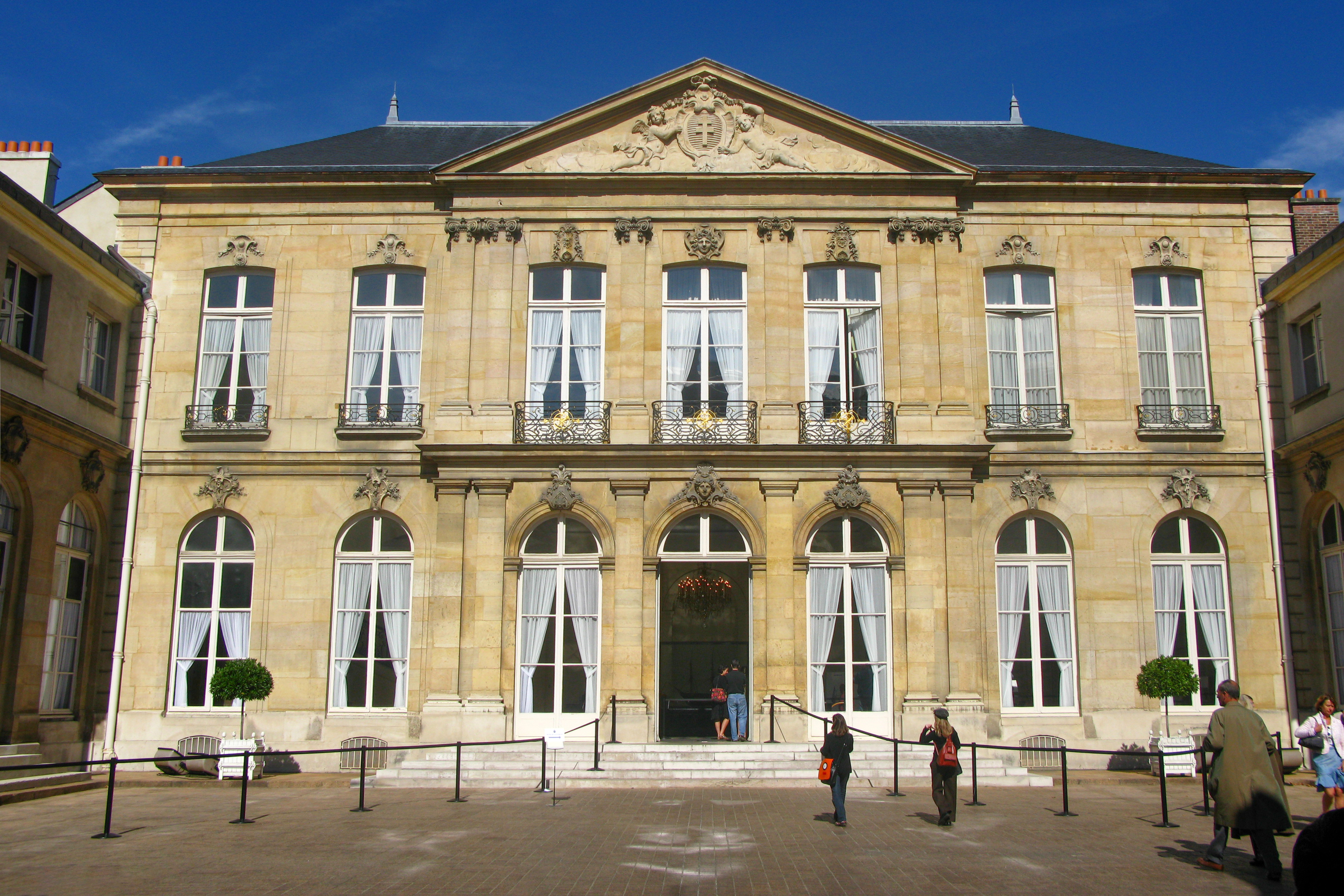
Hôtel de Brienne
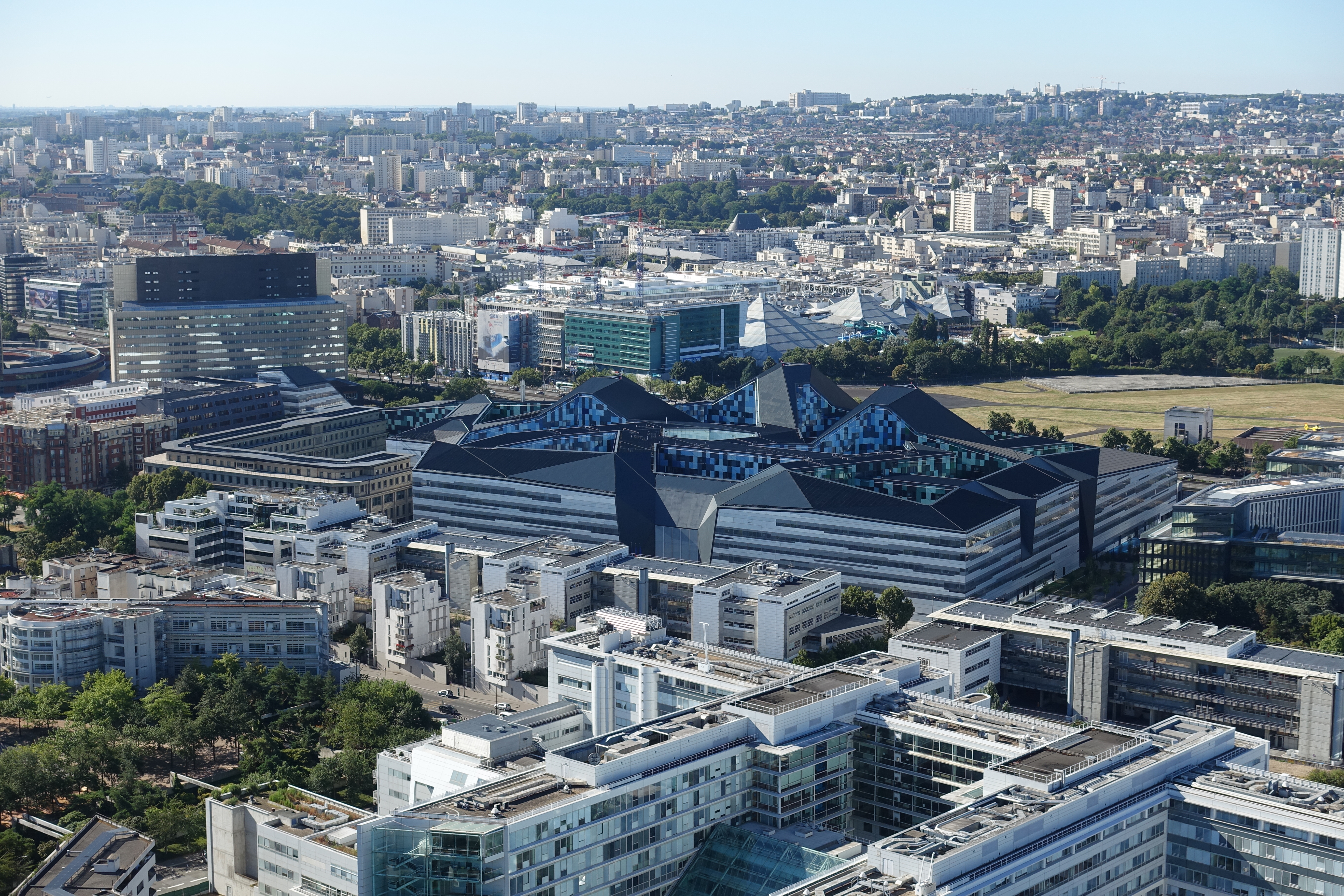
Hexagone Balard

## Verteidigungspolitik
1966 zog sich Frankreich unter Staatspräsident Charles de Gaulle aus der militärischen Struktur der NATO zurück. Seit 2009 ist Frankreich wieder Vollmitglied der NATO.